# Donyi-Polo

Le drapeau de la religion Donyi-Polo.

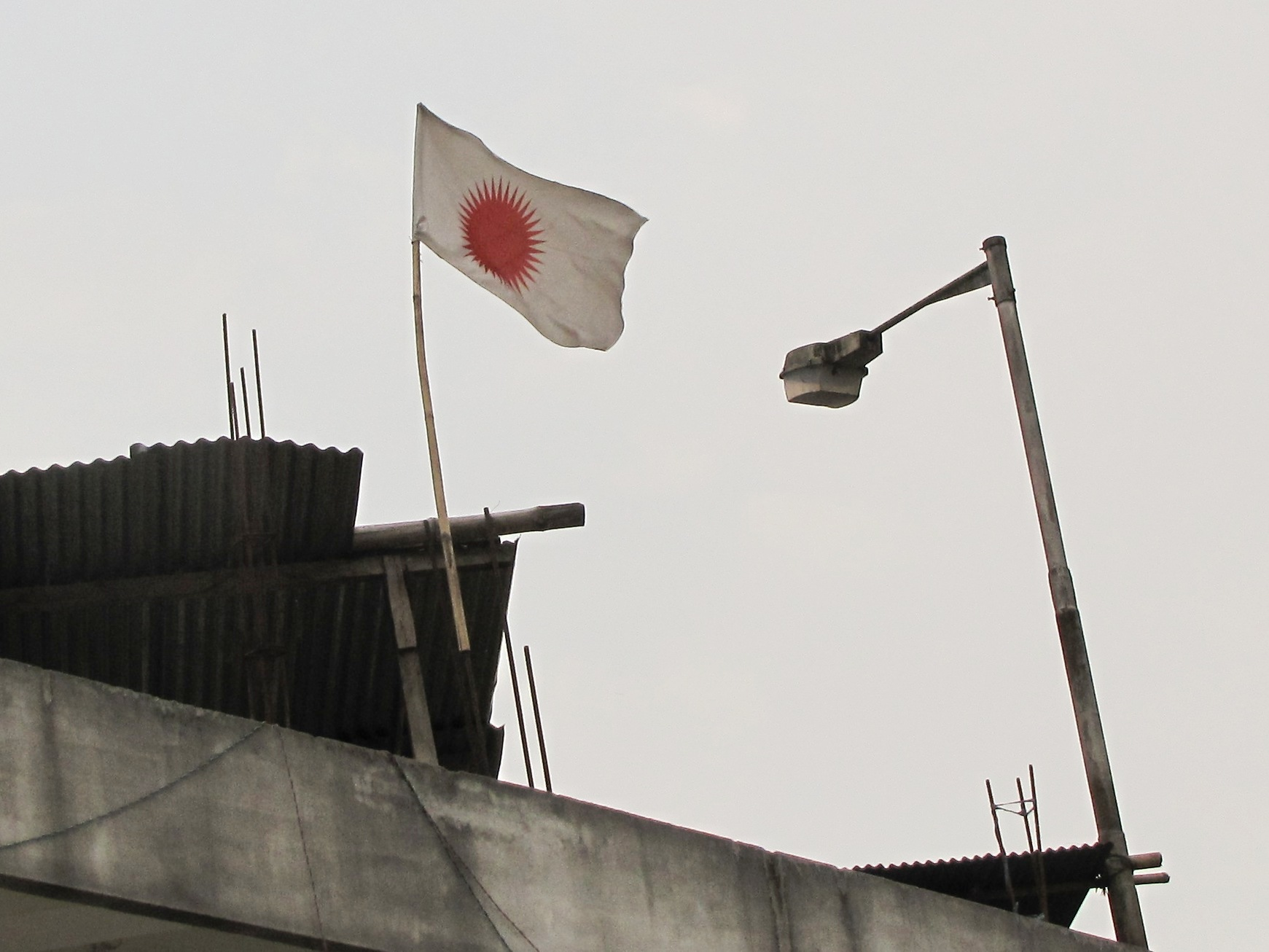
Le drapeau donyi-polo flottant sur le toit d'une maison à Itanagar indique que ceux qui y résident sont adeptes de la religion.

Donyi-Polo (aussi appelé Donyi-Poloïsme ) est la désignation donnée à la religion indigène, de type animiste et chamanique, des Tani et autres peuples tibéto-birmans de l' Arunachal Pradesh et de l'Assam dans le nord-est de l'Inde,. Le nom «Donyi-Polo», qui signifie «Soleil-Lune», a été choisi  pour désigner la religion au cours du processus de revitalisation et d'institutionnalisation entamé dans les années 1970 en réponse aux incursions du christianisme et une éventuelle absorption dans l'hindouisme. 
La religion a développé un système de congrégations, d'hymnes, composés dans la langue rituelle Tani des chamans ; une philosophie-théologie formalisée ; et une iconographie des dieux et des temples. La figure pionnière du renouveau était Talom Rukbo. Le Donyi-Polo est proche de la religion Hemphu-Mukrang des Karbi et au Nyezi-No des Hruso[réf. nécessaire]. 

## Théologie et cosmologie

### SedietKeyum
Dans la croyance Donyi-Polo, la divinité fontaine qui engendre l'univers (le Dieu créateur) est appelé Sedi par les peuples Minyong et Padam et Jimi par les Galo ,. Toutes les choses et tous les êtres sont des parties du corps de Sedi,: dans la création, les cheveux de Sedi deviennent les plantes de la terre, ses larmes deviennent pluie et eau, ses os deviennent des roches et des pierres, et ses deux yeux deviennent Donyi (le Soleil) et Polo (la Lune),. Sedi, après la création, est un deus otiosus mais continue d'observer la création à travers ses yeux,. 
Dans les croyances Galo, Jimi se manifeste comme Melo (le ciel) et Sidi (la terre), en marge de l'interaction dont toutes choses et tous les êtres sont nés, y compris Donyi et Polo. Il existe d'autres mythes expliquant la signification de la dualité Donyi et Polo,. 
Selon les éléments de théologie formulés par Talom Rukbo, tous les corps célestes, y compris la Terre et toutes choses, proviennent d'une seule source, Keyum (le néant ou le vide). Donyi - Polo est la force polaire qui génère toutes les étoiles tandis que le Soleil et la Lune physiques (respectivement, Bomong et Boo) près de la Terre et de l'humanité, sont des manifestations corporelles du pouvoir universel invisible Donyi - Polo, Bomong exerçant le pouvoir centralisateur de Donyi et Boo le pouvoir Polo de donner la vie. 

### DonyietPolo
Donyi (Soleil) et Polo (Lune) sont respectivement une femme et un homme dans la tradition tibéto-birmane. Appelé Ane Donyi ("Mère Soleil") et Abo Polo ("Père Lune"), ils forment un couple qui par bien des aspects ressemble au yin et au yang de la culture chinoise. C'est l'analogie par laquelle la Divinité  peut être décrite, Le principe divin (Sedi) se manifeste ainsi de manière alternée, se dissimulant puis se révélant dans la nature, apportant harmonie et équilibre à l'univers, par exemple dans l'alternance de la lumière et de l'obscurité, de la chaleur et du froid, ou de l'unité (par analogie, le soleil qui domine le ciel diurne) et de la multiplicité (par analogie, les étoiles qui ponctuent le ciel nocturne). 
L'expression pratique de la foi en Donyi-Polo s'insinue dans vie quotidienne et les actes des fidèles : ils se nomment eux-mêmes « Donyi O, Polo Ome », ce qui signifie « enfants du soleil et de la lune ». Lorsqu'un croyant est en détresse, il invoque "Donyi - Polo". Si un homme est faussement accusé de mentir, il invoque "Donyi-e ! ", "Ô Soleil !". Ces expressions de foi en Donyi-Polo sont destinées à faire régner la justice et l'harmonie, récompensant les justes et punissant les injustes. Le couple divin est vénéré comme la plus haute entité qui préside au destin du monde. 
"Donyi-Polo" exprime aussi l'idée de « vérité » dans le discours sacré. "Donyi-Polo" est une incarnation de la sagesse, de l'illumination, de la juste conscience, de la véracité et de l'altruisme. Les fidèles sont appelés « Donyi - Polo Ome », ce qui signifie « enfants de la vérité ». Les anciens sont considérés comme « Donyi - Polo Abu », « représentants de la vérité ». 

### Divinités
Les adeptes du Donyi-Poloïsme adorent une variété de dieux et de déesses qui animent la nature. On considère que ces dieux participent à l'équilibre universel de Donyi et Polo, et sont de multiples manifestations de Sedi - Donyi - Polo, chacune avec des fonctions et des rôles spécifiques. On pense qu'ils prennent soin de la terre et de l'humanité. Les principales divinités de Donyi-Polo sont Donyi et Polo, Kine Nane, Doying Bote, Pedong Nane et Guumin Soyin. 

## Abotani
Les peuples de langue tani (Lhoba, Tagin, Galo, Nishi, Na, Apatani, Mishing, Adi) partagent un mythe détaillant leur lien commun avec l'ancêtre Abotani. D'autres peuples tibéto-birmans de l'Arunachal Pradesh qui adhèrent à la foi Donyi-Polo ne souscrivent pas à la descendance d'Abotani.   

## Ethique
Les Donyi-Poloïstes décrivent la nature « Donyi-Polo » de l'univers comme les yeux de la conscience humaine. Le bonheur est guidé par l'action juste, et l'action juste est celle qui respecte l'ordre de la nature (Donyi-Polo). 
Oshang Ering, un philosophe de la religion, a écrit que lorsque les deux objets dans le ciel (Bomong et Boo) focalisent la lumière pour permettre aux créatures de voir. Ce faisant, Donyi-Polo éclaire les fidèles en leur permettant de distinguer le bien du mal. La bonne conscience prévaut naturellement. Quand une personne agit de la mauvaise manière (agit contre l'ordre naturel) et essaie de les dissimuler, ou le cas échéant de faire passer ses actes pour de bons actes, alors la force de la conscience et de la vérité (Donyi-Polo) exerce sur celui-ci une pression psychologique, une culpabilité qui l'empêche d'accéder au bonheur. 
La conscience juste guide naturellement l'homme. Selon la croyance traditionnelle, l'amour, la compassion, l'égalité et l'altruisme sont naturellement ordonnés par Donyi-Polo; ils sont inscrits dans la nature. La dimension éthique de Donyi-Polo signifie également pureté, beauté, simplicité et franchise. 

## Institution
Le 28 Août 1968 une réunion d' intellectuels issus du peuple Adi a eu lieu en Along, dans le Siang occidental, pour discuter des mesures à prendre contre l'érosion progressive de l'identité et des traditions autochtones consécutives à la politique d' intégration de l'Arunachal Pradesh à la république indienne. La diffusion de christianisme dans la région depuis les années 1950 a provoqué une crise durable dans la mosaïque culturelle constituée par les états du nord-est indien.  
Talom Rukbo s'est imposé comme le père fondateur du donyi-poloïsme, un terme qui a été inventé pour l'institutionnalisation de la religion populaire tibéto-birmane. Selon Rukbo, le  principal facteur expliquant l'érosion de la culture traditionnelle locale était l'absence de littérature écrite. Aussi, dans le but de transcrire les rituels, prières et hymnes menacés, trois grandes organisations culturelles ont été fondées en 1986 : la Fondation Tani Jagriti, la Fédération de la jeunesse Donyi-Polo et la Donyi-Polo Yelam Kebang. 
Rukbo a exprimé la nécessité d'institutionnaliser la foi traditionnelle en ces termes : 
« L'idée de tradition exprime le mode de vie d'une société pratiquant sa culture socio-religieuse, sa vie économique, la manière de préserver l'histoire, la littérature et toutes les autres normes de la vie sociale héritées des temps immémoriaux que l'on peut appeler caractère social et identité ».
Un certain nombre d'intellectuels Adi et Tani adhéraient aux idées de Rukbo, et celles-ci se sont progressivement répandues parmi les tribus et même au-delà du peuple Tani. Le 31 décembre, jour de la création du Donyi-Polo Yelam Kebang en 1986, est célébré chaque année comme la "Journée du Donyi-Polo". 
Depuis lors, les temples (gangging) ont été consacrés, la littérature religieuse et les hymnes de prière ont été rassemblés et publiés. Pour répondre au nombre croissant d'adhérents, le Donyi-Polo Yelam Kebang a mis en place des formations - qui ont lieu deux fois par an - et initié des groupes de jeunes afin qu'ils distribuent livres et icônes dans leur village d'origine et encouragent les locaux à construire à leur tour des temples et à conduire les prières. Au cours des deux dernières décennies, le renouveau spirituel s'est répandu dans tout l'Arunachal Pradesh. 
Les partisans de l'institutionnalisation du Donyi-Polo ont promu le slogan « La perte de culture est une perte d'identité » qui est devenu très populaire. L'implication indirecte est que ceux qui se convertissent au christianisme perdent leur culture et donc leur identité. 

### Gangging
Un gangging est un nom générique désignant un lieu de prière de la foi donyi-polo, en particulier dans les régions d'Adi. Le gangging comme enceinte sacrée est un concept popularisé par le Donyi-Polo Yelam Kebang depuis 1996. 
Selon Talom Rukbo, le mot gangging est dérivé de Gangging Siring qui désigne une terre ou un un arbre sacré qui sert d'intermédiaire entre le monde spirituel et le monde naturel et à partir duquel toute chose, vivante ou inanimée, vient à exister. 
Au sein des gangging, les fidèles doivent respecter certaines règles. Les membres masculins doivent s'asseoir à gauche en rangées et les membres féminins à droite, les jambes croisées. Dans le lieu de prière, il ne doit y avoir aucun bruit pendant la prière si ce n'est le son des hymnes. Les prières sont organisées dans le lieu de culte le dimanche et tous les gangging établis dans chacun des villages du district de Siang sont réglementés au niveau central par le Donyi-Polo Yelam Kebang. Dans les lieux de prière, des rituels et des pratiques codifiés ainsi que des iconographies des dieux et des déesses ont été introduits.

### Variations ethniques
Dans les régions de culture galo, les lieux de prière et les salles communautaires (dere) ont été placés sous le patronage de la Donyi-Polo Welfare Association et sont en construction depuis les années 2000. Les prêtres (nyibu) y conduisent des prières le dimanche. Dans les régions apatani, la religion s'appelle « Danyi-Piilo » et le lieu de prière s'appelle meder nello (« lieu purifié »). Le premier lieu de prière a été bâti en 2004. Les chants et les prières sont rassemblés dans un livre appelé Lyambope. Les lieux de prière Donyi-Poloïstes dans les régions de culture nishi sont appelés nyedar namlo ("lieu pur"), et parmi eux, le mouvement n'a débuté qu'au début des années 2000. 
Plus récemment, le succès de Donyi-Polo a dépassé les frontières culturelles des peuples Tani, inspirant l'essor du Rangfraism chez les Tangsa, et de l'Intayaïsme chez les Mishmi, respectivement à Changlang et dans la vallée du Dibang.